# Zákon o ochraně osobních údajů
Zákon o ochraně osobních údajů (celým názvem zákon č. 101/2000 Sb., o ochraně osobních údajů a o změně některých zákonů) byl v letech 2000–2019 základním právním předpisem upravujícím ochranu osobních údajů a činnost Úřadu pro ochranu osobních údajů.
Smyslem zákona o ochraně osobních údajů byla realizace Listinou základních práv a svobod zaručeného práva na ochranu občana před neoprávněným zasahováním do jeho soukromého a osobního života neoprávněným shromažďováním, zveřejňováním nebo jiným zneužíváním osobních údajů (čl. 10 odst. 2 a 3 LZPS).

## Derogace
Zákon o ochraně osobních údajů zrušil předchozí zákon o ochraně osobních údajů v informačních systémech (č. 256/1992 Sb.)
S účinností od 24. dubna 2019 byl zrušen a nahrazen zákonem o zpracování osobních údajů (č. 110/2019 Sb.), který provádí nařízení EU 2016/679 (GDPR).